# Hell Hole Gorge National Park
Hell Hole Gorge National Park är en park i Australien. Den ligger i delstaten Queensland, omkring 910 kilometer väster om delstatshuvudstaden Brisbane. Hell Hole Gorge National Park ligger 256 meter över havet.
Trakten runt Hell Hole Gorge National Park är nära nog obefolkad, med mindre än två invånare per kvadratkilometer.. Det finns inga samhällen i närheten.
Omgivningarna runt Hell Hole Gorge National Park är i huvudsak ett öppet busklandskap. Genomsnittlig årsnederbörd är 410 millimeter. Den regnigaste månaden är februari, med i genomsnitt 87 mm nederbörd, och den torraste är september, med 7 mm nederbörd.